# راندي ملفين
راندي ملفين (بالإنجليزية: Randy Melvin)‏ هو مدير فني أمريكي، ولد في 3 أبريل 1959 في أورورا في الولايات المتحدة.